# Detlev Mehlis
Detlev Mehlis (* 1949 in Berlin) ist deutscher Jurist und Leitender Oberstaatsanwalt in Berlin. Bekannt wurde er durch seine Ermittlungen zur Aufklärung des Attentats auf die Diskothek „La Belle“ sowie als UN-Sonderermittler von Mai 2005 bis Januar 2006 wegen des Attentats auf Rafiq al-Hariri, den früheren libanesischen Ministerpräsidenten.

## Leben
Detlev Mehlis wuchs in West-Berlin auf und studierte dort Jura. Seit seinem zweiten Staatsexamen im Jahr 1980 ist er für die Berliner Staatsanwaltschaft tätig. Dort war er zunächst für Jugend- und Jugendschutzsachen zuständig. Er wechselte bald in die Abteilung für Strafsachen mit politischem Bezug und ist seitdem auch dem Generalbundesanwalt beim Bundesgerichtshof in Karlsruhe zugeteilt. 1992 wurde er zum Oberstaatsanwalt bei der Generalstaatsanwaltschaft Berlin befördert.
In der „Abteilung P“ der Berliner Senatsverwaltung war er in Ermittlungen gegen Linksextremismus und Hausbesetzer tätig. Außerdem betrieb Mehlis das Verfahren wegen umfangreicher Diebstähle von Nazi-Dokumenten aus dem amerikanisch verwalteten Berlin Document Center.
Nach dem Attentat auf das französische Kulturzentrum „Maison de France“ im August 1983 bewies er die Mittäterschaft des Terroristen Ilich Ramírez Sánchez.  Den Fahndungserfolg gegen Johannes Weinrich 1995 im Jemen, der als Carlos’ Stellvertreter galt, reklamierte Mehlis für sich. Wegen seiner Beharrlichkeit wird Mehlis seither häufig auch als der „Terrier“ bezeichnet.

### Bombenanschlag auf die DiskothekLa Belle
Internationale Bekanntheit erlangte Mehlis als Ankläger im Prozess um den Bombenanschlag auf die Diskothek La Belle in Berlin im April 1986, bei dem drei Personen getötet und mehr als 200 Personen verletzt wurden. Durch Urteil des Landgerichts Berlin im November 2001 wurden nicht nur die vier Angeklagten zu langjährigen Freiheitsstrafen verurteilt. Die Richter bestätigten auch die von Mehlis eingebrachten Vorwürfe, dass der libysche Staat für das Attentat mitverantwortlich sei. Libyen zahlte daraufhin über eine Stiftung eine Entschädigung von 35 Millionen US-Dollar an die Opfer und Hinterbliebenen. Die Regierung Ronald Reagan begründete ihren Luftangriff auf Tripolis (Libyen) im April 1986 (Operation El Dorado Canyon) als Vergeltungsaktion für das Berliner Bombenattentat und vorangegangene Terroranschläge.
Das Gericht bescheinigte Mehlis allerdings verbotene Vernehmungsmethoden im Fall La Belle. Mehlis habe bei dem Angeklagten Musbah Abulgasem Eter den irrigen Eindruck erweckt, dass dieser mit einer Strafmilderung zu rechnen habe, wenn er ein Geständnis ablege, heißt es in dem Beschluss der 39. Großen Strafkammer des Berliner Landgerichts. Von einer Täuschung durch den Ermittler war die Rede. Dennoch wurden sowohl Eter als auch die übrigen Angeklagten verurteilt.

### Hariri-Attentat
Zwischen Mai 2005 bis Januar 2006 arbeitete Mehlis im Auftrag der UN als Leiter der internationalen unabhängigen Untersuchungskommission der Vereinten Nationen (UNIIIC) im Range eines Untergeneralsekretärs mit einem bis zu 110-köpfigen internationalen Team an der Aufklärung des Autobombenanschlags vom 14. Februar 2005 in Beirut, bei dem der ehemalige libanesische Ministerpräsident Rafik Hariri sowie weitere 22 Personen ums Leben kamen.
Am 20. Oktober 2005 übergab er einen Zwischenbericht seiner Untersuchungen an UN-Generalsekretär Kofi Annan und berichtete am 25. Oktober dem UN-Sicherheitsrat über den Stand seiner Ermittlungen. Der Bericht enthielt Indizien, die auf eine Verwicklung von syrischen Offiziellen und den ehemaligen Sicherheitsdiensten des Libanon hinweisen. Der Bericht gelangte unmittelbar an die Presse und sorgte für einige politische Spannungen, wie insbesondere den Ruf nach internationalen Sanktionen gegen Syrien und die Forderung des Rücktritts von Émile Lahoud, dem pro-syrischen Präsidenten Libanons. Mehlis übergab dem Sicherheitsrat am 10. Dezember 2005 einen zweiten Bericht über die Untersuchung des Hariri-Attentats. An der Glaubwürdigkeit eines Hauptzeugen, auf den sich der Bericht Mehlis' stützt, gab es aber erhebliche Zweifel. Zum Ende Dezember 2005 legte Detlev Mehlis sein Amt als Leiter der Untersuchung nieder. Sein Nachfolger  Serge Brammertz verfolgte die Vorwürfe gegen syrische Stellen nicht weiter.
Mehlis erhielt nach seiner Rückkehr an die Generalstaatsanwaltschaft beim Berliner Kammergericht weiterhin Personen- und Polizeischutz.
Von Januar 2010 bis zum April 2011 leitete Mehlis auf den Philippinen im Auftrag der EU-Kommission das EPJUST-Programm zur Bekämpfung politisch motivierter Morde an Menschenrechtlern, Aktivisten und Journalisten.

## Ehrungen und Auszeichnungen
- 2006 Verdienstkreuz Erster Klasse für seine Tätigkeit im Libanon.[10]
- 2006 Ordre national du Mérite (Frankreich).[11]